# フミカ (グラビアアイドル)
フミカ（本名: 水草 文香〈みずくさ ふみか〉、1994年5月16日 - ）は、日本の女優兼モデルである。兵庫県出身。2023年9月に本名である水草 文香に改名、2024年4月に個人事務所を設立。

## 経歴
1994年5月16日、生まれる。4歳から10歳まで極真空手を習う。この時身につけた「上段回し蹴り」と「かかと落とし」が後に役に立つ（後述）。
高等学校卒業後はブライダル関連の専門学校に通う。在学中から結婚式場でアルバイトをするが、それを通してホテル全般の仕事に興味が湧き、神戸市内のシティホテルに就職。そこでは3年勤める。在職中は従業員が選ぶ「社員MVP」に選ばれたことがある。
ホテル勤務2年目に友人の勧めによりミス日本に応募。2017年、第50回ミス日本コンテスト（ミス日本2018）に出場。応募総数2803人のなかから14人のファイナリストに残る。この時の肩書は、23歳・アルバイト（大会の2ヶ月前にホテルを退職し、知人からメディカルエステサロンを紹介されたことがきっかけで、そこで働ていた）。12月4日、都内で行われた「開催告知＆ファイナリスト紹介記者発表会」で他のファイナリストと共にお披露目された。スポニチの取材に対し「心と体の健康がにじみ出るように、と勉強中。料理を覚えることが趣味でレパートリーは増え続けている」とコメントしている。
メディカルエステサロンで働き、個人サロンの開業を考えていたが断念。そんな折、スカウトされてグラビアデビュー。
2020年6月にレジェンド・タレント・エージェンシーより「新・国民的巨乳のお姉さん」のキャッチコピーと共に、グラビアモデルとしてデビュー。2023年の報道によると身長155センチ、スリーサイズは88-54-88、バストはGカップである。
2021年、映画『農家の嫁は取り扱い注意 Part1 天使降臨篇』および『農家の嫁は取り扱い注意 Part2 有機ある大作戦篇』に出演。映画デビューを果たす。
2023年3月25日より女優業に専念。同年3月31日付けでレジェンド・タレントエージェンシーを退所してフリーランスに転向する。6月10日、遅くともこの日までにレジェンド・タレント・エージェンシーの公式サイトからプロフィールが消される。この年、映画『海辺の恋人』に主演。いまおかしんじ監督の作品は自身3作目の出演である。
2023年9月23日、SNSを更新、今後は本名の水草文香名義で活動していくと発表。
2023年11月29日から同年12月3日まで、舞台『艦隊は動かず』で主演を務める。
2024年4月、個人事務所を設立。俳優業の他にも様々な挑戦をしていく予定と述べる。4月26日、SNSにて映画『あのコはだぁれ?』に「ある役で出演」と報告。
2024年6月27日、SNSにてシンガーソングライターの野田愛実のPV #1「bae」への出演を報告。
2024年7月8日、SNSにてテレビドラマ『私をもらって』への出演を報告。
2024年10月25日、SNSにて大洋真珠とのコラボレーション企画でジュエリーデザインを手掛けたことを報告。
2024年11月21日、TikTokにてpizzafactoryのショートドラマに出演。
2025年1月1日、紹介制のリラクゼーションサロンEnchanted Relaxation Salon for Womenを設立、同代表。

### 人物・エピソード
（この節出典:）
- 趣味:映画鑑賞、森林浴、ベリーダンス、プリザーブドフラワーアレンジメント
- 特技:柔軟、上段回し蹴り。SNSで何か特技を披露しようと蹴りを披露。この時見えたパンチラとともに注目を集め、「フミカキック」が自身の代名詞にもなる[3]。

## フィルモグラフィ

### 映画
- 農家の嫁は取り扱い注意 Part1 天使降臨篇（2021年4月2日）[24]
- 農家の嫁は取り扱い注意 Part2 有機ある大作戦篇（2021年4月2日）[25]
- 海辺の恋人（2023年8月25日）[26]
- あのコはだぁれ？（2024年7月19日）

### テレビドラマ
- 私をもらって～出逢編 第3話（2025年2月14日、hulu配信）

### イメージDVD
※太文字タイトルはBD版同時発売。
- Lovers（2022年9月23日、レジェンドピクチャーズ）[27][28]
- Woman（2022年11月25日、レジェンドピクチャーズ）[29]
- TORICO（2023年3月24日、レジェンドピクチャーズ）[12]

### 舞台
- 艦隊は動かず（2023/11/29 - 2023/12/3）両国シアターXにて公演

## 出版

### 写真集
- 小林修士『フミカ1st写真集 桃色空気』小学館、2021年3月2日。ISBN 978-4-09-682354-5。[30]
- 沢渡朔『Fumika by HAJIME SAWATARI』KADOKAWA、2023年2月10日。ISBN 978-4-04-897534-6。[31]

### デジタル写真集
- 月刊+（プラス）フミカ Vol.1 小学館（2020/8/18） 撮影:小林修士
- 月刊+（プラス）フミカ Vol.2 小学館（2020/8/18） 撮影:小林修士
- フミカ 第一章 愛をあつめて 週刊ポストデジタル写真集 小学館（2020/9/7） 撮影:西田幸樹
- フミカ 第二章 もっと奪って私の愛を 週刊ポストデジタル写真集 小学館（2020/10/26） 撮影:西田幸樹
- フミカ 第三章 押し寄せる愛の波 小学館（2020/11/27） 撮影:西田幸樹
- フミカ 第四章 22世紀まで愛して 週刊ポストデジタル写真集 小学館（2020/12/14） 撮影:西田幸樹
- 【デジタル限定 YJ PHOTO BOOK】フミカ写真集「美しさとは……」集英社（2021/1/21） 撮影:ND CHOW
- 【デジタル限定】フミカ写真集「極ナマ。」 週プレ PHOTO BOOK 週刊プレイボーイ（2021/5/17）　撮影:沢渡朔[32]
- ベストOfフミカ 砕けて光るガラクタな世界に 小学館（2021/5/24） 撮影:西田幸樹
- フミカのヒミツ vol.1 FRYDAYデジタル写真集 講談社（2022/2/18） 撮影:イワタ
- フミカのヒミツ Vol.2 オール未公開100カット超完全版 FRYDAYデジタル写真集 講談社（2022/2/18） 撮影:イワタ
- 【デジタル限定】フミカ写真集「軟体快楽天使」 週プレ PHOTO BOOK 週刊プレイボーイ（2022/3/7） 撮影:沢渡朔[33]
- 【デジタル限定】フミカ デジタル写真集 密事 (ヤングキング) 少年画報社（2022/8/8） 撮影:イワタ
- 【デジタル限定】フミカ デジタル写真集 愛のめばえ (ヤングキング) 少年画報社 (2022/8/8） 撮影:イワタ
- 【デジタル限定】フミカ デジタル写真集 刹那 (ヤングキング) 少年画報社（2022/8/8） 撮影:イワタ
- フミカ SSS（トリプルエス） 週刊現代デジタル写真集 講談社（2022/9/16） 撮影:イワタ
- フミカ 電気クラゲ　週刊現代デジタル写真集　講談社（2022/9/16） 撮影:イワタ
- フミカ「愛を越えて」【ヤングチャンピオンデジグラ】 秋田書店（2022/11/1） 撮影:イワタ
- 【デジタル限定】フミカ デジタル写真集 月光夜 (ヤングキング) 少年画報社（2022/12/13） 撮影:イワタ
- 【デジタル限定】フミカ デジタル写真集 白昼夢 (ヤングキング) 少年画報社（2022/12/13） 撮影:イワタ
- フミカのミワク vol.1 FRIDAYデジタル写真集 講談社（2023/6/15） 撮影:西田幸樹
- フミカのミワク vol.2 FRIDAYデジタル写真集 講談社（2023/6/15） 撮影:西田幸樹
- フミカのミワク vol.3 FRIDAYデジタル写真集 講談社（2023/6/15） 撮影:西田幸樹